# Revolution OS
Revolution OS je dokumentární film z roku 2001, který sleduje dvacetiletou historii GNU, Linuxu, open source, a free software movement.
Film režíroval J. T. S. Moore, film obsahuje rozhovory s předními hackery a podnikateli včetně Richarda Stallmana, Michaela Tiemanna, Linuse Torvaldse, Larryho Augustina, Erica S. Raymonda, Bruce Perense, Franka Heckera a Briana Behlendorfa.